# Сербина, Светлана Александровна
Светлана Александровна Сербина (род. 15 мая 1996 года, Улан-Удэ) — российская волейболистка, связующая челябинского «Динамо-Метара».

## Спортивная биография
Светлана Сербина начала заниматься волейболом с 8 лет в Улан-Удэ у тренера Степана Базаровича Шойсоронова. В 2010 году вошла в состав местной команды высшей лиги «Б» «Хара Морин», но не получала достаточной игровой практики и спустя год приняла приглашение от красноярской «Юности». В сезоне-2011/12 в её составе стала серебряным призёром первенства высшей лиги «А», а в следующем сезоне, когда команда из Красноярска, сменившая название на «Енисей», выступала в Суперлиге, Светлана Сербина играла в Молодёжной лиге. В 2015 году в составе «Енисея» выиграла бронзовую медаль высшей лиги «А».
Светлана Сербина выступала за юниорскую сборную России на чемпионате Европы 2013 года и молодёжную сборную на континентальном первенстве 2014 года. В составе студенческой сборной становилась чемпионкой Всемирных Универсиад в Кванджу (2015) и Тайбэе (2017).
Сезон 2016/17 начала в «Протоне», однако была заявлена лишь в одном матче, затем перешла в краснодарское «Динамо». Летом 2017 года перешла в команду высшей лиги «А» «Северянка» (Череповец).

## Личная жизнь
Светлана Сербина является студенткой Дивногорского колледжа олимпийского резерва.